# Auf dem Weg zu euch
10 Jahre Karat – Auf dem Weg zu Euch ist das erste Livealbum der deutschen Rockgruppe Karat aus dem Jahr 1985. Das zu hörende Live-Dokument wurde zusammengestellt aus drei Konzerten, die vom 22. bis zum 24. November 1984 im Steintor-Varieté Halle stattfanden. Das Album erschien zeitgleich in der DDR und der Bundesrepublik Deutschland, jedoch mit unterschiedlichem Artwork.

## Inhalt
Da das zum zehnjährigen Bestehen von Karat zur Veröffentlichung bestimmte sechste Studio-Album noch nicht fertig produziert war, zeichnete Amiga dieses Livealbum praktisch als Überbrückung auf. Das Repertoire greift auf die bekanntesten Titel der ersten fünf LPs von Karat zurück. Musikalisch bietet die Platte neben der handwerklich soliden Live-Präsentation der Songs viel Raum für Soloeinlagen einzelner Musiker (zum Beispiel das Schlagzeug-Solo in Der blaue Planet, das Keyboard- und Bass-Solo in Don Alfredo, das Mundharmonika-Solo in Und ich liebe dich oder das Gitarrensolo in Wie weit fliegt die Taube). Auf dem Weg zu Euch ist das erste Album von Karat, auf dem ihr langjähriger Keyboarder Thomas Kurzhals, zunächst noch zur Unterstützung von Ulrich „Ed“ Swillms, zu hören ist. Thomas Natschinski wirkte als Gastmusiker an der Mundharmonika mit.
Als Single zum zehnten Band-Jubiläum wurden die im Studio aufgenommenen Titel Hab' den Mond mit der Hand berührt (später in geänderter Fassung auf dem Album Fünfte Jahreszeit enthalten) und der Non-Albumtrack Halleluja Welt ausgekoppelt.
1995 erschien Auf dem Weg zu Euch mit umgestellter Titelfolge und unter dem Fehlen einiger Titel (Über sieben Brücken, Und ich liebe Dich, König der Welt, Abendstimmung sowie Wie weit fliegt die Taube) unter dem Namen Tanz mit mir auf CD. Die einzige komplette CD-Version des Albums liegt der 2010 erschienenen CD-Box Ich liebe jede Stunde bei. Eine Vinyl-Neuauflage wurde im März 2024 auf dem Label sechzehnzehn veröffentlicht.

## Besetzung
- Herbert Dreilich (Gesang, akustische Gitarre)
- Ulrich „Ed“ Swillms (Keyboards)
- Thomas Kurzhals (Keyboards)
- Bernd Römer (Gitarre)
- Michael Schwandt (Schlagzeug, Perkussion)
- Henning Protzmann (Bassgitarre, Bass-Synthesizer, Gesang)

## Titelliste
1. Intro: 45-01 (Swillms) (0:23)
2. Tanz mit der Sphinx (Swillms/Kaiser) (4:10)
3. Falscher Glanz (Swillms/Kaiser, Dreilich) (2:20)
4. Gewitterregen (Swillms/Kaiser) (2:45)
5. Kalter Rauch (Dreilich/Kaiser, Dreilich) (2:23)
6. Jede Stunde (Swillms/Kaiser, Dreilich) (3:40)
7. Schwanenkönig (Swillms/Kaiser) (5:54)
8. … und der Mond schien rot (Swillms/Kaiser) (5:07)
9. Tanz mit mir (Swillms/Kaiser, Dreilich) (4:38)
10. Albatros (Swillms/Kaiser) (7:59)
11. Über sieben Brücken mußt Du geh’n (Swillms/Richter) (3:35)
12. Blumen aus Eis (Swillms/Kaiser) (3:32)
13. Don Alfredo (Swillms/Kaiser) (7:03)
14. Der blaue Planet (Swillms/Kaiser) (6:53)
15. Das Narrenschiff (Swillms/Kaiser) (5:18)
16. He, Mama (Swillms/Dreilich) (3:15)
17. Blues (Karat/Dreilich) (2:58)
18. Und ich liebe Dich (Dreilich/Dreilich) (5:30)
19. König der Welt (Swillms/Demmler) (3:00)
20. Abendstimmung (Swillms/Lasch) (3:46)
21. Wie weit fliegt die Taube (Swillms/Kaiser) (6:47)